# Johanna Heins
Johanna Heins (geboren 15. Dezember 1990) ist eine deutsche Seglerin, Schwimmerin und Skiläuferin im Bereich Ski Alpin. Sie repräsentiert Deutschland bei den Special Olympics World Summer Games 2023 in Berlin im Segeln.

## Leben und Karriere
Heins wurde mit tuberöser Sklerose geboren, einem Gendefekt, der Ablagerungen im Gehirn verursacht.
Sie lebt mit ihrer Familie in Garmisch-Partenkirchen und arbeitet dort in der Weberei der Werdenfelser Werkstätten.
Mit vier Jahren stand Heins zum ersten Mal auf Skiern. Skifahren und Schwimmen gehörten schon seit ihrer Jugend zu ihrem Sportprogramm. Seit 2005 nimmt sie an Special Olympics Winterspielen teil. Seitdem wird sie im Skiclub Partenkirchen von Peter Posch trainiert. Zum Segeln kam sie durch einen Schnupperkurs, den ihre Eltern organisierten. Sie trainiert im Segelclub Prien am Chiemsee seit 2022 mit ihrem Unified-Partner Christian Bodler. Heins führt die Pinne, ihr Partner darf diese nicht berühren, aber Anweisungen geben. Heins ist Mitglied im Skiclub Partenkirchen.
Heins nahm an Special Olympics Landesspielen Bayern und Special Olympics Deutschland Winterspielen teil und erwarb zahlreiche Medaillen: So gewann sie Gold 2013 im Slalom bei den Nationalen Winterspielen in Garmisch-Partenkirchen, 2014 im Riesenslalom bei den Internationalen Winterspielen in Liechtenstein, 2015 im Riesenslalom bei den Nationalen Winterspielen in Inzell, 2017 im Slalom bei den Special Olympics World Winter Games und 2019 zweimal beim Landeswettbewerb Bayern Special Olympics. Silber errang sie 2013 im Riesenslalom bei den Nationalen Winterspielen in Garmisch-Partenkirchen und 2015 im Slalom bei den Nationalen Winterspielen in Inzell. Dort war sie für Slalom und Riesenslalom nominiert und Athletensprecherin der deutschen Delegation.
Heins war bereits mehrmals bei Special Olympics Nationalen Winterspielen in Liechtenstein und bei Special Olympics Vorarlberger Landesmeisterschaften. Im Sommer 2022 nahm sie bei den Special Olympics Deutschland Sommerspielen in Berlin am Brustschwimmen über 25, 50 und 200 Meter teil und erwarb eine Silbermedaille im 200-m-Brustschwimmen.
Im September 2022 fand am Wannsee unter Beteiligung von Deutschland, Österreich und den Niederlanden die erste Special Olympics Segelregatta auf dem Wannsee statt. Es war ein Anerkennungswettbewerb, bei dem sich die Teams aller deutschen Landesverbände für die Special Olympics World Games 2023 in Berlin bewerben konnten. Nach den Klassifizierungsdurchgängen erfolgte eine Einteilung in vier Gruppen. In Level 2 – Gruppe Gold gingen Heins und Bodler gleichzeitig mit einem Team aus Prien durchs Ziel und qualifizierten sich damit für die Weltspiele 2023.
Im Januar 2023 ging Heins bei den Special Olympics Landesspielen Bayern in Bad Tölz ins Rennen.

## Special Olympics World Summer Games 2023
Heins qualifizierte sich für die Special Olympics Summer Games 2023 in Berlin und gehört damit zu den wenigen deutschen Athletinnen und Athleten, die schon zum zweiten Mal an Weltspielen teilnehmen. Segeln ist bei den Special Olympics Weltspielen eine Unified Sportart, das heißt, Sportlerinnen und Sportler mit und ohne Behinderung können gemeinsam als Team antreten. Alle drei deutschen Teams gehen in dieser Zusammensetzung an den Start. Heins qualifizierte sich als einzige Athletin aus ihrem Landkreis für die Weltspiele in Berlin 2023. Im Segeln bildet sie zusammen mit ihrem Unified Partner Christian Bodler ein Unified Team, die beiden anderen deutschen Teams bestehen aus dem Athleten Alexander Knaub und seiner Unified Partnerin Nora Neuroth aus Kiel und dem Vater-Sohn-Team Hans Jürgen und Phil-Mathis Leiß aus Niedersachsen. Headcoach Sebastian Fabien und Trainerin Stefanie Heins sind für die Seglerinnen und Segler zuständig. Da keines der drei qualifizierten Teams schon einmal an solch einem Wettbewerb teilgenommen hat, organisierte Special Olympics Deutschland (SOD) in Kooperation mit dem DSV ein kompaktes Vorbereitungstraining am Bundesstützpunkt in Kiel-Schilksee.